# Alebroides dentatus
Alebroides dentatus är en insektsart som beskrevs av Irena Dworakowska 1994. Alebroides dentatus ingår i släktet Alebroides och familjen dvärgstritar. Inga underarter finns listade i Catalogue of Life.